# Kratér
A kratér ókori görög edénytípus, amelynek jellemzője, hogy szájnyílása olyan, vagy közel olyan széles, mint maga a test, amely „kráterszerűen” öblös és mély. Általában az alja közepén egy nyélen álló kerek talp támasztja alá, amely a hüdria talpához hasonló. Néha az oldal alsó harmadáról induló három lábon áll. Rendeltetése szerint keverőedény, általában a vizezett bor előállítására szolgált, használatát Homérosz is említi az Iliaszban. Oldalán mindig két erős fül van a mozgatásra. A bort az edényből közvetlenül az ivócsészékkel, vagy merőkanállal merték ki, ezért széles a szája.
Négy alapvető változata ismert:
- oszlop-kratér, a szájperem két nyúlványához oszlopszerűen erősített fülekkel. Alapvetően Korinthoszból származó, legtöbbször feketealakos, később Athénben is divatba jött.
- voluta-kratér, volutában végződő fülekkel. Az i. e. 4. század divatos terméke.
- kehely-kratér, amelynek teste a virágkehelyhez hasonlóan felfelé szétnyílik, és a szája a legszélesebb része. E típus „kifejlesztését” Ekszekiasz személyéhez kötik, i. e. 525 körül.
- harang-kratér, harang alakú, ívelt testtel. Minden ismert harang-kráter vörösalakos.

A kratér szolgált alapul a bronzból készített nagy edények, az üst kialakításához. A bronzüstök is viszonylag korán megjelentek a görög vidékeken. Általában a voluta-kratér stílusában készültek argoszi, korinthoszi és spártai műhelyekben. Drágasága miatt főként az uralkodók, türannoszok udvartartásában használták.
A kratért kőből és fából is faraghatták. A kőkratérok többnyire háromlábúak.

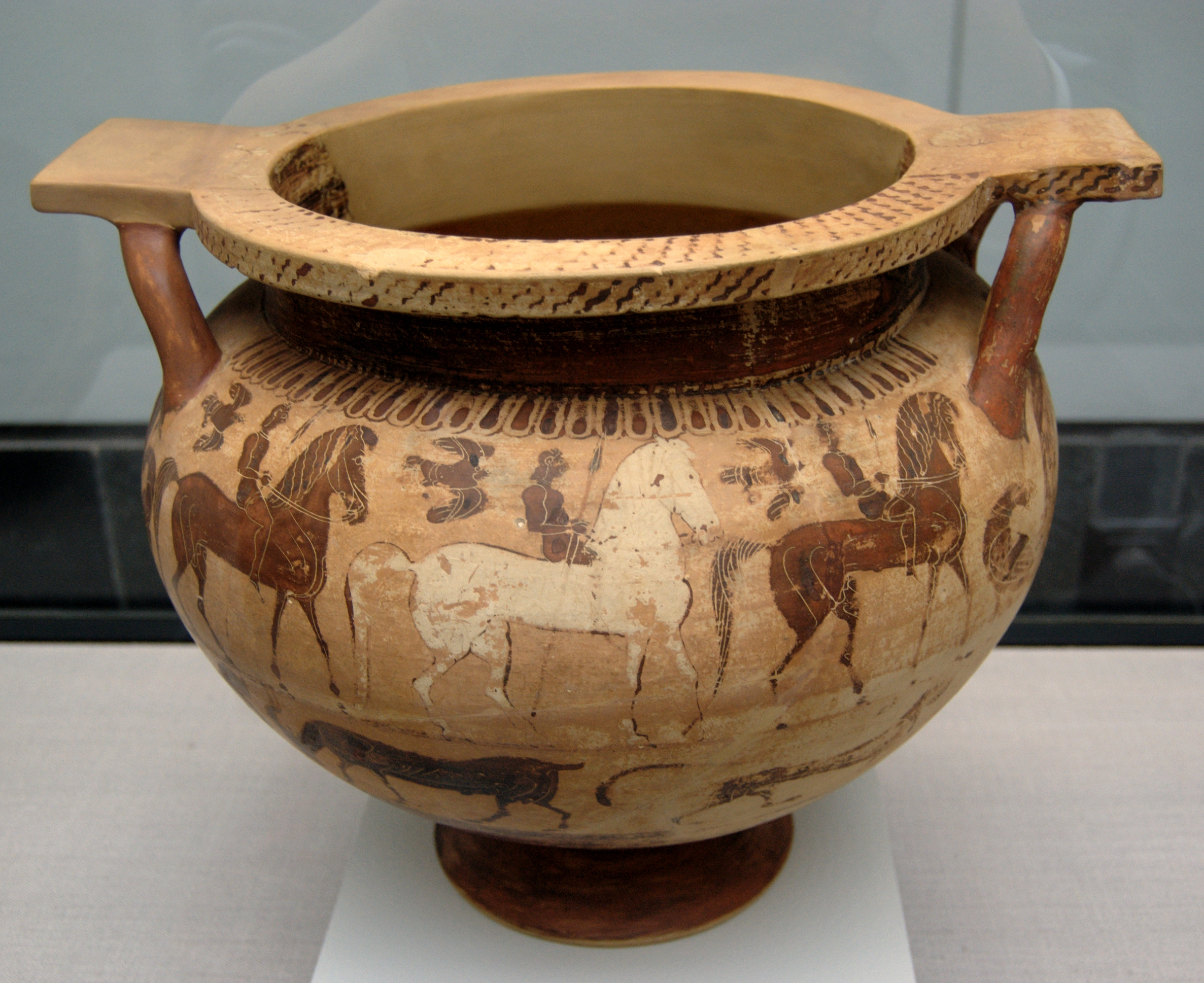
Oszlop-kratér
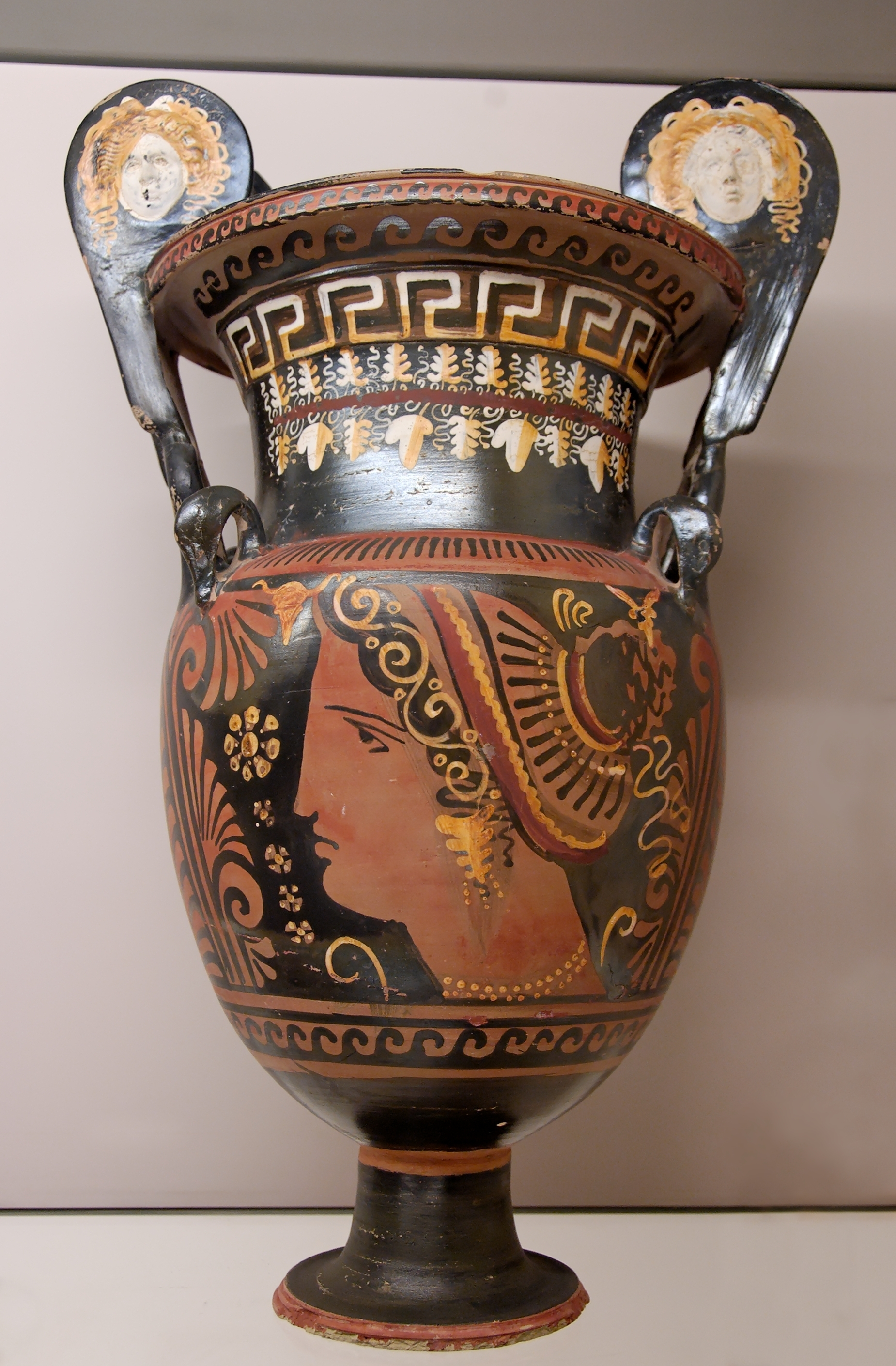
Voluta-kratér
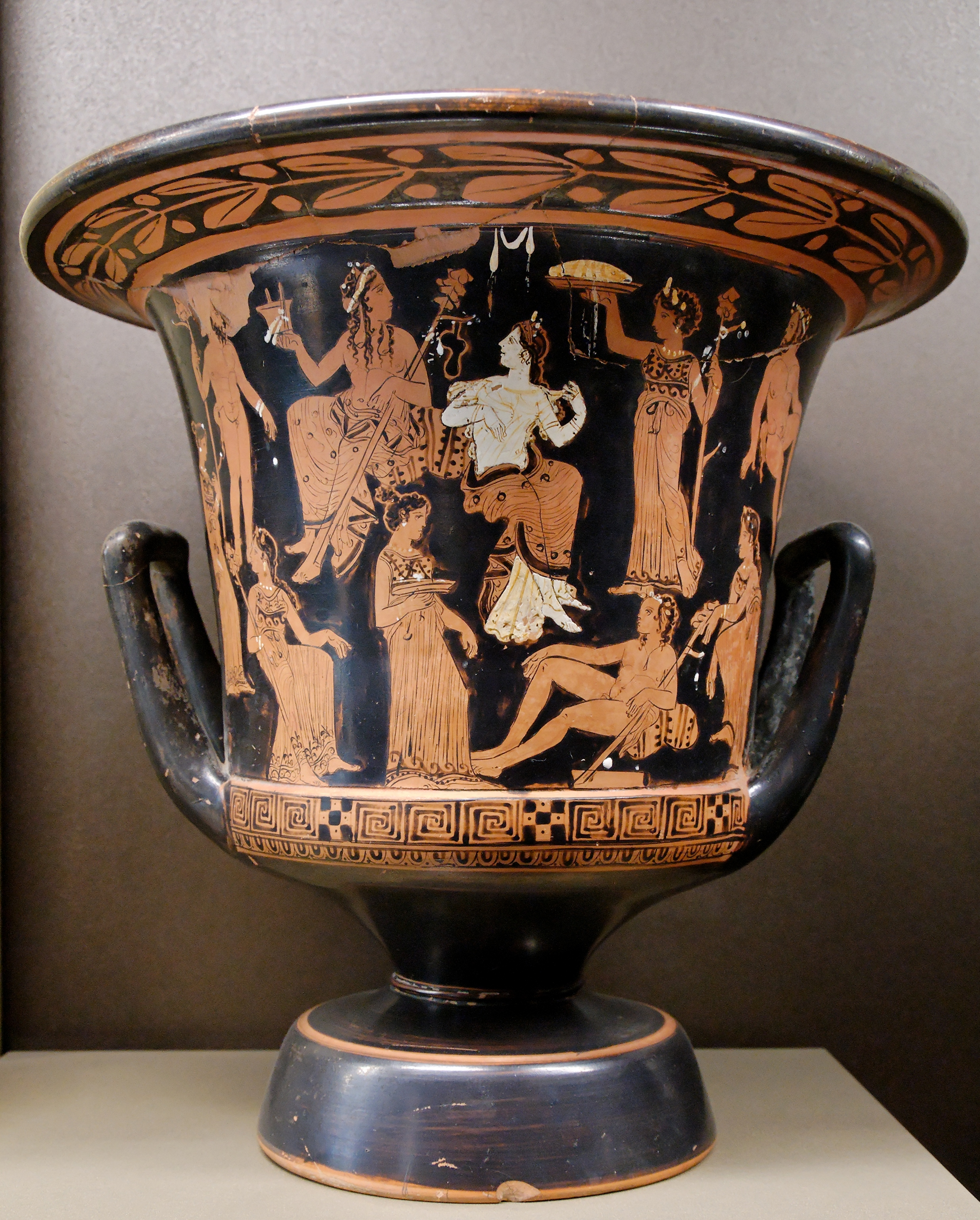
Kehely-kratér
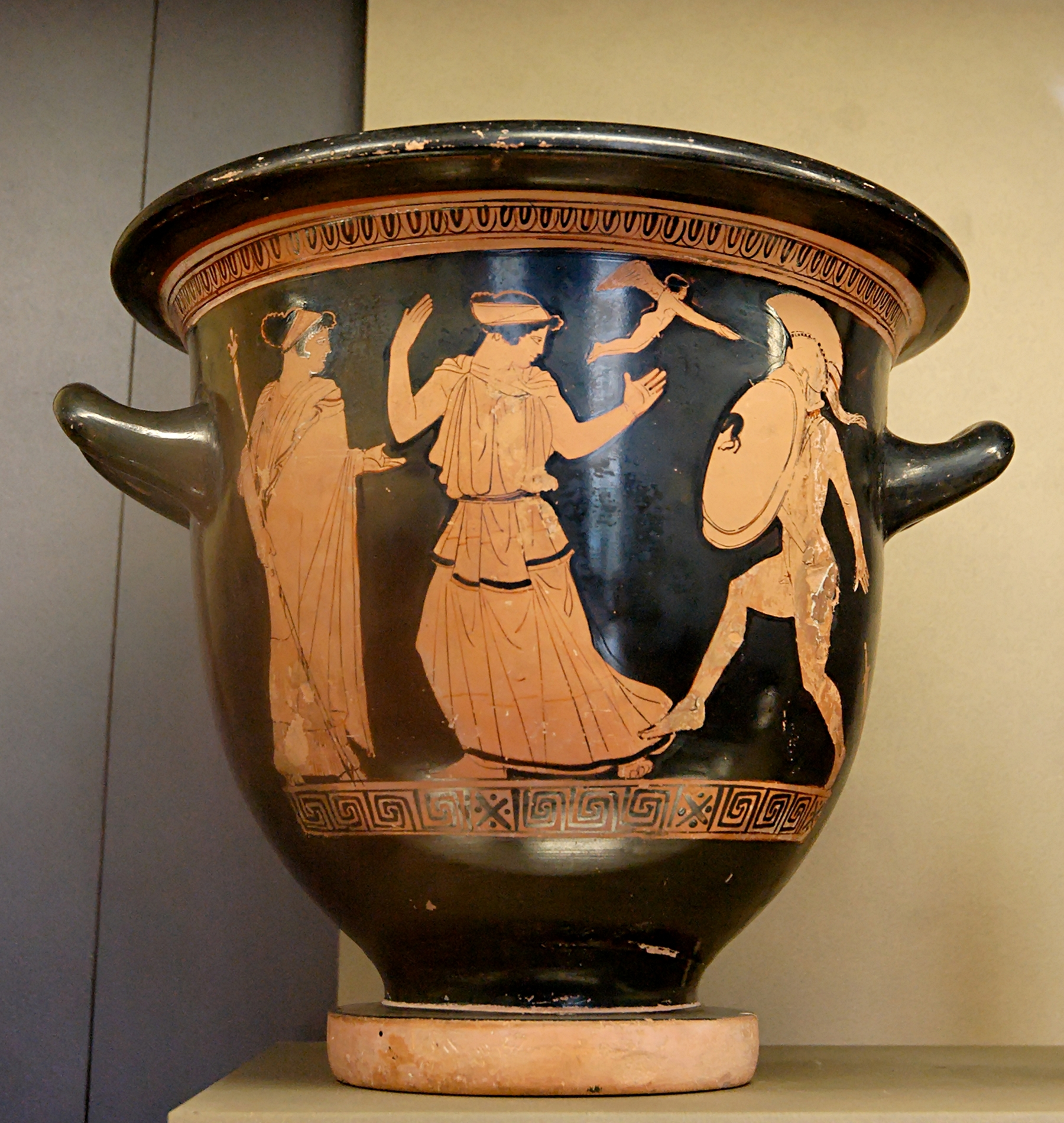
Harang-kratér

## Külső hivatkozások
- Britannica Encyclopaedia
- Pallas nagylexikon